# Carlotta Cosials
Carlotta Fernández Cosials (Madrid, 8 de abril de 1991) é uma violonista, vocalista, clarinetista e atriz espanhola. Atualmente faz parte do grupo de indie rock madrilenho Hinds junto com suas companheiras Amber Grimbo, Ana Perrote e Ade Martín. 

## Discografia
As Hinds foram as vencedoras do Converse Make Noise Malasaña 2014, que impulsionou sua carreira musical. Em 8 de janeiro de 2016, seu primeiro álbum, intitulado Leave Me Alone, foi lançado, recebendo boas críticas internacionais como a NME. 
- Demo, 2014.
- Barn, 2014[2]
- Leave me Alone, 2016.
- I Don't Run, 2018
- The Prettiest Curse, 2020

## Filmografia
| Filmes e série de televisão | Filmes e série de televisão        | Filmes e série de televisão | Filmes e série de televisão                                                                  |
| Ano                         | Título                             | Papel                       | Notas                                                                                        |
| --------------------------- | ---------------------------------- | --------------------------- | -------------------------------------------------------------------------------------------- |
| 1998                        | Compañeros                         | Verónica                    | Personagem no episódio ("Tienes contenta a la hormiga atómica")("No se puede ganar en todo") |
| 2008                        | Cuenta atrás                       | Eva                         | Personagem no episódio ("Lago Castiviejo, 22:45 horas")                                      |
| 2010                        | Los protegidos                     | Paqui                       | Personagem secundário                                                                        |
| 2011                        | Anabel,el retorno                  | Anabel                      | Personagem secundário                                                                        |
| 2012                        | Cuéntame cómo pasó                 | Abuela Encarna              | Personagem secundário                                                                        |
| 2013                        | "Esto no es una cita, la película" | Michael Jackson             | Coadjuvante                                                                                  |
| 2021                        | Los Protegidos: El Regreso         | Paqui NO en serio no lo fue | Personagem secundário                                                                        |